# Demografia da Paraíba

Segundo dados estatísticos do IBGE, a Paraíba contava em 2010 com uma população de 3.766.528 pessoas, correspondente a 1,97% da população nacional, espalhada numa das unidades da federação de menor superfície (0,66% do território nacional, ficando portanto na 21ª posição em ordem decrescente). O censo de 2010 demonstrou ainda que a população urbana da Paraíba monta a 75,4%, em oposição aos 24,6% da zona rural. A densidade demográfica estadual é de 66,73 hab./km². Ainda de acordo com dados do referido instituto, 8,9% da população residente em 2011 nasceram em outros estados ou países, o que montava a um total de 344 mil pessoas. Os migrantes brasileiros eram, sobretudo, provenientes de Pernambuco, São Paulo e Rio de Janeiro.
A população paraibana concentra-se principalmente na aglomeração urbana das cidades de João Pessoa e Campina Grande, sendo que ambas juntas perfazem mais de 50% de toda a população do estado. Segundo dados de 2009 do IBGE, os municípios mais populosos eram João Pessoa, com 702.235 habitantes, Campina Grande, com 383.744 habitantes, Santa Rita, com 126.755 habitantes, Patos, com 100.732 habitantes, Bayeux, com 96.198 habitantes, Sousa, com 65.930 habitantes, Cajazeiras, com 57.875 habitantes, e Guarabira, com 56.136 habitantes.
Quanto ao quesito cor, o Censo 2010 apontou que a população do estado se autodeclarava da seguinte forma: parda, 1.986.619 (52,7%); branca,  1.499.253  (39,8%);  negra,  212.968 (5,7%); e  amarela e indígena, 67.636  (1,8%).
Em 2001 a taxa de alfabetização da população de 15 ou mais anos de idade era de 72,8%, subindo para 81,8% em 2013. Segundo o Ipea, a escolaridade média do paraibano em 2008 era de 5,4 anos, sendo que 63,7% da população têm menos de oito anos de estudo, superando na região Nordeste apenas Piauí e Alagoas.

## Formação do povo

### Miscigenação intensa

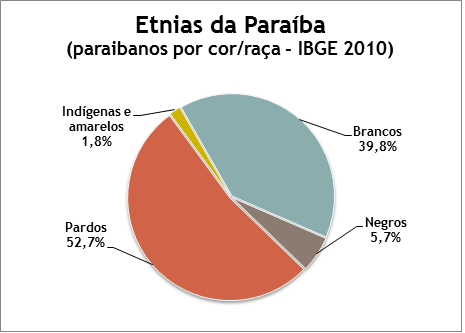

Assim como ocorre nas populações dos outros estados brasileiros, o povo paraibano é fruto da miscigenação entre o branco europeu, os índios locais e os negros africanos. Sendo assim, a população é essencialmente multirracial e o grupo dos declarados pardos (mestiços) perfaz mais da metade dos habitantes do estado e não cessa de crescer, segundo dados do IBGE de 2010.
Os primeiros relatos de mestiçagem na Paraíba remontam às uniões entre indígenas potiguaras e corsários franceses ainda antes da conquista, já que estes frequentavam o litoral do estado mesmo antes dos portugueses e tinham laços estreitos com o referido grupo indígena. Tradicionalmente, os mulatos eram mais comuns no litoral centro–sul paraibano e no agreste, área mais agrícola, enquanto os caboclos, tipo mestiço que sempre predominou no estado, viviam sobretudo no interior e no litoral norte, áreas onde a pecuária foi mais intensa. Já os cafuzos sempre foram raros e dispersos.
Apesar da intensa mestiçagem, há ainda hoje bolsões de predominância étnica em várias microrregiões, como povos indígenas em Marcação, Baía da Traição e Rio Tinto (em torno de 14 mil dos quase 20 mil existentes no estado), mais de uma dúzia de comunidades quilombolas florescendo em vários municípios do litoral, agreste ao sertão, e a parcela da população que classificada pelo IBGE como branca, a qual é sobretudo de ascendência portuguesa. Em celebração ao caráter multiétnico do estado, a lei estadual nº 8.374, de 9 de novembro de 2007, instituiu o Dia do Mestiço como data oficial na Paraíba.
Para além desse tripé étnico, outros povos estiveram presentes na sociedade paraibana em épocas distintas e por razões diversas, tendo a presença destes mais importância como fato histórico e cultural que propriamente contribuição étnica ou demográfica na formação da sociedade do estado. 

### Base da composição étnica

#### Indígenas
Antes da chegada dos europeus, a Paraíba era habitada por dois grupos principais: os tupis e os cariris, estes últimos também chamados «tapuias». Os índios que habitavam a região estavam todos de passagem do período paleolítico para o neolítico e as línguas faladas por eles eram do tronco tupi-guarani e macro-jê, utilizadas também pelos colonizadores na comunicação com eles.

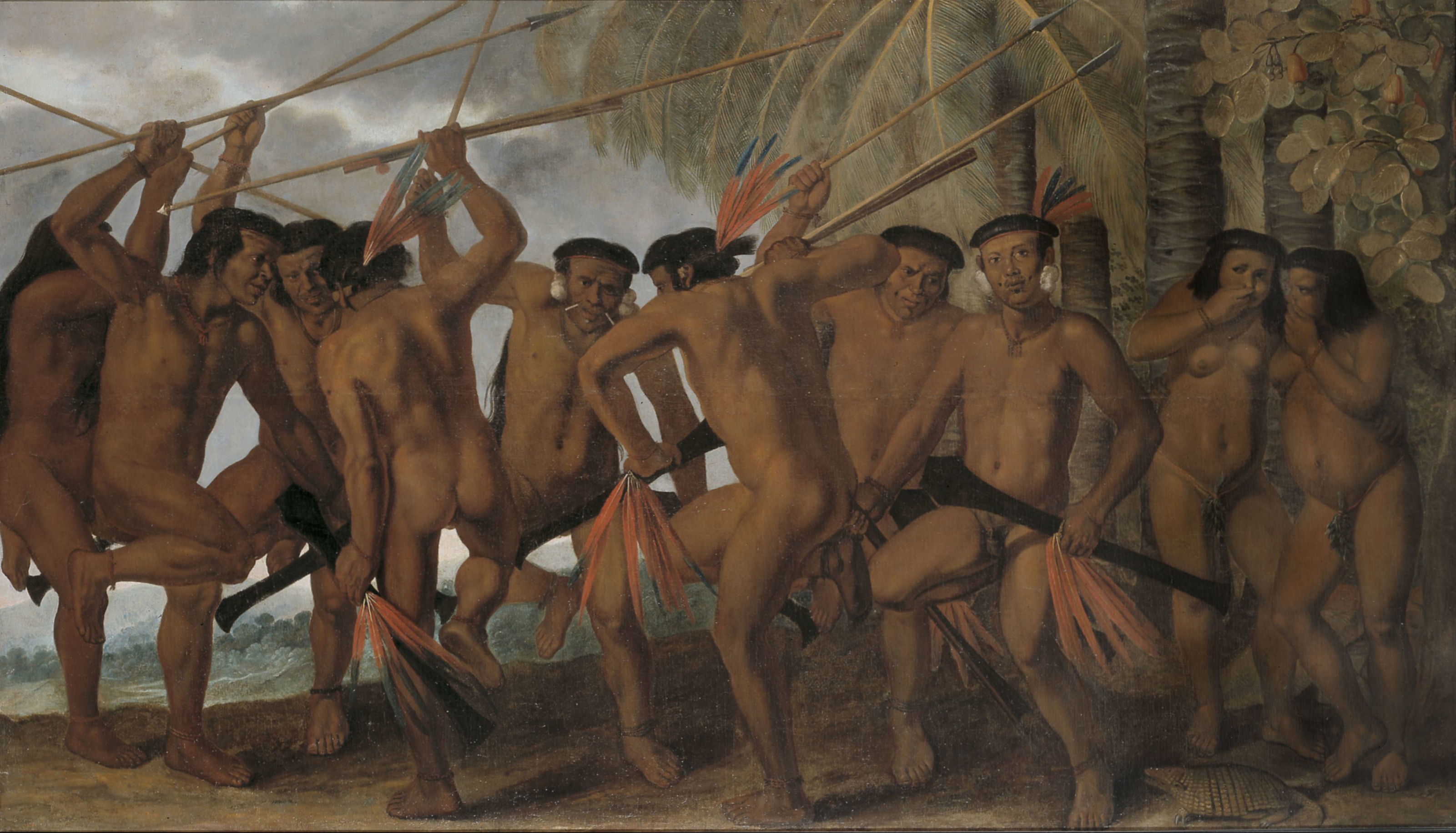
«Dança dos Tapuias», célebre quadro do pintor neerlandês Albert Eckhout.

Os tupis eram formados pelos potiguaras, tribo mais numerosa que ocupava a região do litoral norte, e pelos tabajaras, os quais tinham uma população que girava em torno de cinco mil índios no início da colonização e eram pacíficos e amistosos, tendo fundado Jacoca, Alhandra e Taquara, no litoral sul. Apesar de pertencerem ao mesmo tronco tupi e terem um cultura comum, ambos os povos viviam em constantes guerras entre si e em incessante locomoção pelo litoral. Já os cariris eram mais populosos que os tupis e ocupavam uma ampla região, que ia desde os contrafortes do Planalto da Borborema para além dos limites com o Ceará, Pernambuco e Rio Grande do Norte. Diziam que haviam vindo de um «grande lago» e se dividiam em cariris velhos e cariris novos. Eram formados, sobretudo, pelas tribos sucurus, icós, ariús, pegas, paiacus, caicós e janduís. Destes, os pegas e os sucurus ficaram conhecidos por seu caráter belicoso e por suas lutas sangrentas contra os bandeirantes. Em virtude disso, a região dos cariris novos foi conquistada depois da dos velhos.

#### Africanos
Na Paraíba, o empreendimento do comércio negreiro iniciou-se algumas décadas após o Decreto Real de 1559, da Regente Catarina de Áustria, o qual permitia aos engenhos comprar cada um doze escravos. O escravo era mercadoria cara, cujo valor médio oscilava entre 20 e 30 libras esterlinas. Portanto, em virtude do pequeno desenvolvimento da cultura canavieira no estado e dos altos preços destes, a presença negra foi mais tímida que em muitos estados nordestinos, como Bahia, Maranhão e Pernambuco, embora culturalmente tenha tido bastante influência, visto que a presença negra trouxe como herança manifestações culturais, religiosas e influência na culinária, no vocábulo e no falar. Os africanos que vieram para o estado foram sobretudo os de origem bantu.

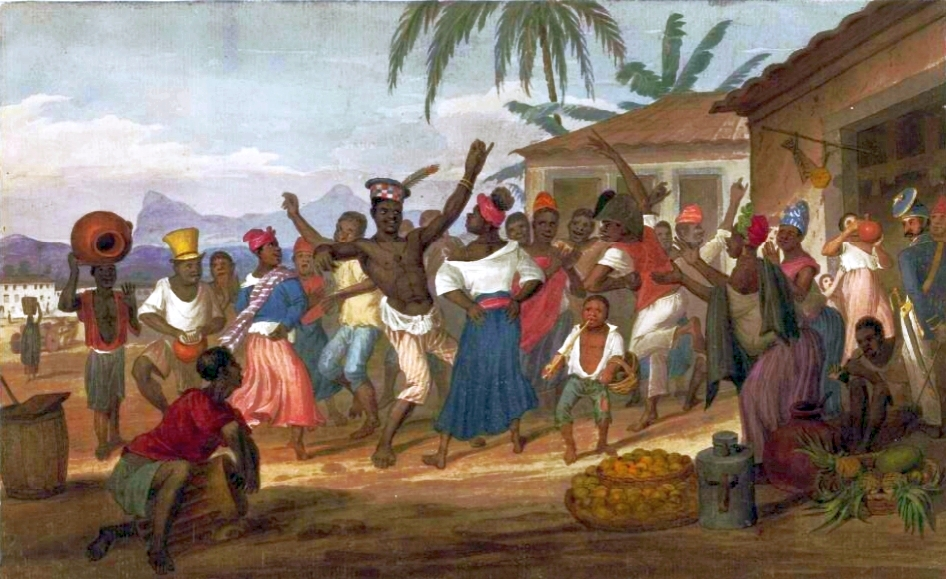
Africanos festejando acontecimento.

Outro legado dessa presença são as diversas comunidades quilombolas hoje existentes e oficialmente reconhecidas pela Fundação Cultural Palmares, como Caiana dos Crioulos, que foi reconhecida em 1997, e Talhado, em 2004, enquanto Engenho Bonfim, Pedra d'Água, Matão e Pitombeira obtiveram a certidão de reconhecimento em 2005. Ao todo, foram identificadas mais de quinze comunidades remanescentes de quilombos, sobre as quais há várias teorias de surgimento.

#### Portugueses
O elemento branco que chegou ao estado era formado predominantemente por colonos portugueses, bandeirantes e senhores de engenho de ascendência luso-brasileira. Os bandeirantes e senhores de engenho vieram desde o início da colonização no século XVI, chegados à Paraíba provenientes principalmente da Capitania de Pernambuco, Bahia e, possivelmente, São Paulo. O pequeno número de mulheres brancas na época estimulou logo cedo a miscigenação com mulheres indígenas e, em menor escala, com escravas, sedimentando a base da população atual. O próprio alvará de 4 de abril de 1755 estimulava a miscigenação ao declarar que «não ficariam com infâmia alguma os portugueses que casassem com índios e vice-versa».
No livro A Paraíba e seus problemas, de José Américo de Almeida, há a seguinte nota sobre a imigração portuguesa para a então província da Paraíba:
Em 1760 a população da capitania era computada em 52 mil pessoas, fora os índios. A partir desse ano essa cifra deve ter aumentado extraordinariamente pela grande imigração portuguesa [para o Brasil], principalmente do Minho e dos Açores, movimento que a metrópole procurava debalde coibir.
Até meados do século XX, algumas famílias das classes sociais mais elitizadas preferiram manter uma linhagem mais europeizada e casavam entre si (endogamia social), sobretudo com o intuito de manter sua hegemonia política, social e econômica.

## Outras presenças

### Pré-conquista
Antes da conquista e da colonização da Paraíba pelos portugueses, os franceses já haviam se estabelecido na costa do estado com vistas ao comércio do «pau-de-tinta», como era chamado o pau-brasil. Uma das estratégias usadas para fazer amizades e criar laços era o «cunhadismo», que se baseava em se unir maritalmente às índias para formar laços familiares e de amizade sólidos com os chefes das tribos. Capistrano de Abreu relatou em suas crônicas que por muito tempo não se soube se o Brasil seria português ou francês, tal a força da presença francesa e o poder de sua influência junto aos índios da costa. Tal afirmação é corroborada no livro «O Povo Brasileiro», do escritor Darcy Ribeiro, que ressalta:
O principal [nucleo de mestiços caboclos] foi o que se implantou na Guanabara, junto aos tamoios do Rio de Janeiro, gerando mais de mil mamelucos que viviam ao longo dos rios que deságuam na baía. Inclusive na ilha do Governador, onde deveria se implantar a França Antártica. Outros mamelucos gerados pelos franceses foram com os potiguaras, na Paraíba, e com os caetés, em Pernambuco. Alcançaram certa prosperidade pelas mercadorias que eles induziram os índios a produzir e carrear para numerosos navios. Sua mercadoria era principalmente o pau‐de‐tinta, mas também barganhavam a pimenta-da-terra, o algodão, além de curiosidades como os soins e papagaios.
Relato semelhante se encontra no livro «As incríveis aventuras e estranhos infortúnios de Anthony Knivet»:
Vive nessa região um tipo de canibal chamado potiguar, que há muito mantém comércio com a França. Entre eles, há muitos que sabem falar francês e são filhos bastardos de franceses.
Com a conquista definitiva da Paraíba em 1585, os franceses começaram a frequentar menos o litoral do estado. Isso, contudo, não evitou que os já estabelecidos continuassem a viver junto aos indígenas e seus filhos mestiços.

### Domínio holandês
Na época da invasão holandesa no Nordeste (1624–1654), embora a miscigenação não tenha sido oficialmente estimulada, há relatos de várias uniões interraciais. A ausência de mulheres batavas estimulou a união e mesmo o casamento de oficiais e colonos holandeses com filhas de abastados senhores de engenho luso-brasileiros e, mais informalmente, destes com índias e caboclas locais (nessa época a miscigenação entre brancos e negros não era comum, embora já existisse timidamente).

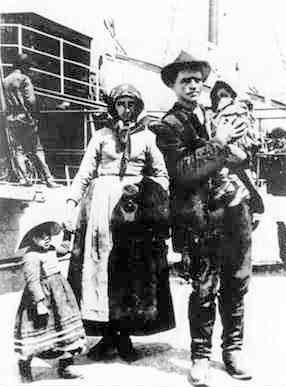
Família de imigrantes italianos aportando no Brasil.

Nesse mesmo período, já havia no Brasil dezenas de famílias sefarditas (judeus ibéricos), que vieram para o Nordeste, e consequentemente para a Paraíba, expulsas de Portugal na época da Santa Inquisição, como degredados. Outra leva veio com os holandeses, que eram mais tolerantes que os lusitanos no tocante a religião. Muitos judeus posteriormente emigraram para as então Antilhas Holandesas e para o Suriname, embora uma parcela tenha preferido se estabelecer, integrando-se à sociedade e camuflando seus ritos, para não chamar a atenção da Coroa Portuguesa sobre si. A presença marrana foi forte no interior do estado, sobretudo no Seridó.
A única influência cultural deixada pelos neerlandeses é a presença do pão brote na culinária paraibana.

### Pequeno fluxo imigratório especializado
Dois séculos mais tarde, entre as décadas de 1870 e 1930, várias famílias italianas fugindo da crise na Europa escolheram o Nordeste para se fixar. As primeiras levas coincidiram com a época da grande recessão que atingiu a Europa no século XIX, assim como com a independência e a abolição da escravatura no Brasil, que trouxeram a crescente necessidade de revitalização da economia e realocação da mão-de-obra escrava. Apesar de boa parte dos imigrantes ter escolhido principalmente a Bahia e Pernambuco para se estabelecer, sobretudo pelo fato de serem estados com os maiores índices de desenvolvimento econômico no Nordeste na época, os que optaram por vir para a Paraíba se estabeleceram nos maiores centros econômicos, nomeadamente João Pessoa, e Campina Grande, embora tenha havido núcleos em Mamanguape, Pilar e cidades do Brejo, como Areia, Solânea, Alagoa Grande, Umbuzeiro e Bananeiras, região de clima mais ameno, em razão das altas altitudes do Planalto da Borborema, das chuvas regulares e dos solos férteis. Entretanto, as condições econômicas pouco viáveis no Nordeste na época não favoreceram a vinda de maior quantidade desses imigrantes, como aconteceu no Sul e Sudeste, que seriam palco da «Grande Imigração» no Brasil.
O Centro Cultural Dante Alighieri, de João Pessoa, realizou um levantamento cujo resultado revelou que havia 326 famílias descendentes desses imigrantes residindo no estado no início dos anos 2000. Já no começo do século passado, por volta de 1920, havia 600 italianos e seus descendentes vivendo na Paraíba, segundo o levantamento feito por Franco Cenni no livro Italianos no Brasil: andiamo in 'Merica. Dados do IBGE também demonstram que cidadãos vivos nascidos na Itália eram 207 em 1920 e 85 em 1940, residindo sobretudo em João Pessoa.

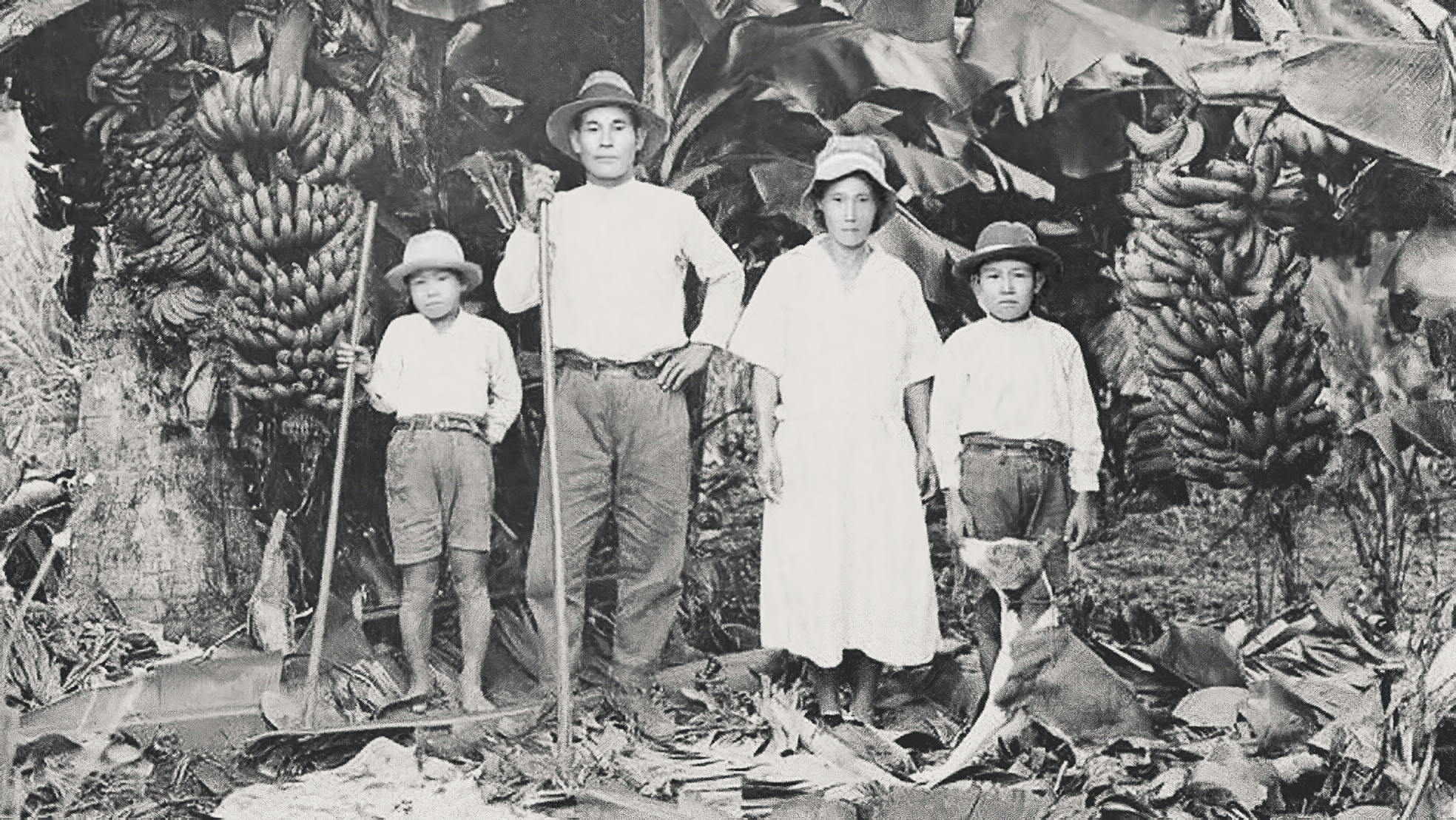
Família de imigrantes japoneses, 1930

A partir do fim da década de 1930, a Paraíba recebeu também algumas famílias de origem nipônica. Tal movimento foi inciado quando algumas famílias nipo-brasileiras se instalaram na «Fazenda São Rafael», às margens do rio Jaguaribe, a convite do governo paraibano da época, que almejava fomentar a horticultura no estado. Mais tarde, um outro pequeno fluxo se seguiu, quando famílias diretamente vindas do Japão foram contratadas para trabalhar na indústria da caça à baleira em Costinha, litoral paraibano.
Por volta dessa mesma época, quase uma centena de técnicos e engenheiros europeus, sobretudo alemães, foram contratados para trabalhar na Companhia de Tecidos Rio Tinto, empreendimento de propriedade dos Lundgren, família de origem sueca. Em 18 de agosto de 1945, no final da Segunda Guerra, os operários brasileiros da fábrica invadiram os chalés e casas dos alemães quebrando tudo e exigindo que os estrangeiros fossem deportados, em virtude do ódio advindo do torpedeamento de navios da Marinha Mercante do Brasil por submarinos alemães. Os germânicos, enquanto isso, lá permaneceram para insatisfação dos locais. Nos idos da década de 1940, Rio Tinto era considerada a mais europeia das cidades paraibanas, em virtude da notória influência arquitetônica alemã em muitos de seus prédios e do estilo de vida que os trabalhadores alemães residentes levavam. Hoje em dia a única lembrança dessa presença destes está em algumas construções arquitetônicas imponentes da cidade (palacete da família Ludgren, Igreja Santa Rita de Cássia, Companhia de Tecidos Rio Tinto, delegacia, cinema, chalés e armazéns).
Em 1963, um ex-operário da fábrica, o torneiro mecânico Antonio Fernandes de Andrade, elege-se prefeito municipal e começa a trabalhar contra os interesses dos Lundgren. A partir de então, estes mostram-se desestimulados para continuar a contratar estrangeiros e começam a abandonar seus investimentos na cidade. Com o declínio, parte dos estrangeiros partiu para outros estados ou voltou às suas pátrias de origem. Os que permaneceram, no entanto, se integraram à sociedade do estado, muitos dos quais casaram-se com cidadãs locais e migraram para a capital.

## Movimentos migratórios recentes
Em 2005 havia 1,3 milhão de paraibanos vivendo em outras partes do Brasil por razões sobretudo econômicas. Esse número colocou então a Paraíba no topo do ranking da migração no País. O principal destino dos migrantes paraibanos são as grandes cidades brasileiras, sobretudo São Paulo e Rio de Janeiro. Em 2005, moravam na capital paulista 385.059 pessoas naturais da Paraíba, o que representava 29,6% de toda a população emigrada do Estado naquele ano. Já o Rio de Janeiro abrigava 360.748 paraibanos, o que reflete 27,7% desse total que vivia fora.
No relatório do XIX Encontro Nacional de Estudos Populacionais há a seguinte constatação:
É notória a maior perda de nordestinos em relação às outras unidades da federação. Paraibanos e piauienses são os que mais saem de seus estados de origem, 34,5% e 33,5%, respectivamente. Por outro lado, cariocas e paulistas são os que menos emigram: 7,6% e 8,2%. No caso dos paraibanos, aqueles de média escolaridade são os que mais emigram (...)
Inversamente, segundo dados de 2012 do Instituto Brasileiro de Geografia e Estatística (IBGE) sobre migração, de cada mil habitantes que vive na Paraíba 89 nasceram em outros estados ou países. Em 2011, conforme dados do mesmo órgão, a relação era de 96 pessoas naturais de outras localidades a cada mil. Em números absolutos, esses dados de 2012 montam a 344.000 pessoas naturais de outros estados ou países vivendo no estado, diante da população total de 3,8 milhões de habitantes, refletindo um percentual de 8,92% de migrantes. Tal índice de atração, considerado baixo, reflete a pouca atratividade demográfica da Paraíba para pessoas de outros estados, visto ser um estado carente, se comparado às economias de muitos estados brasileiros.

## Religião
Segundo censo do IBGE de 2000, as 3.443.825 pessoas pesquisadas assim se declararam segundo o credo no estado:

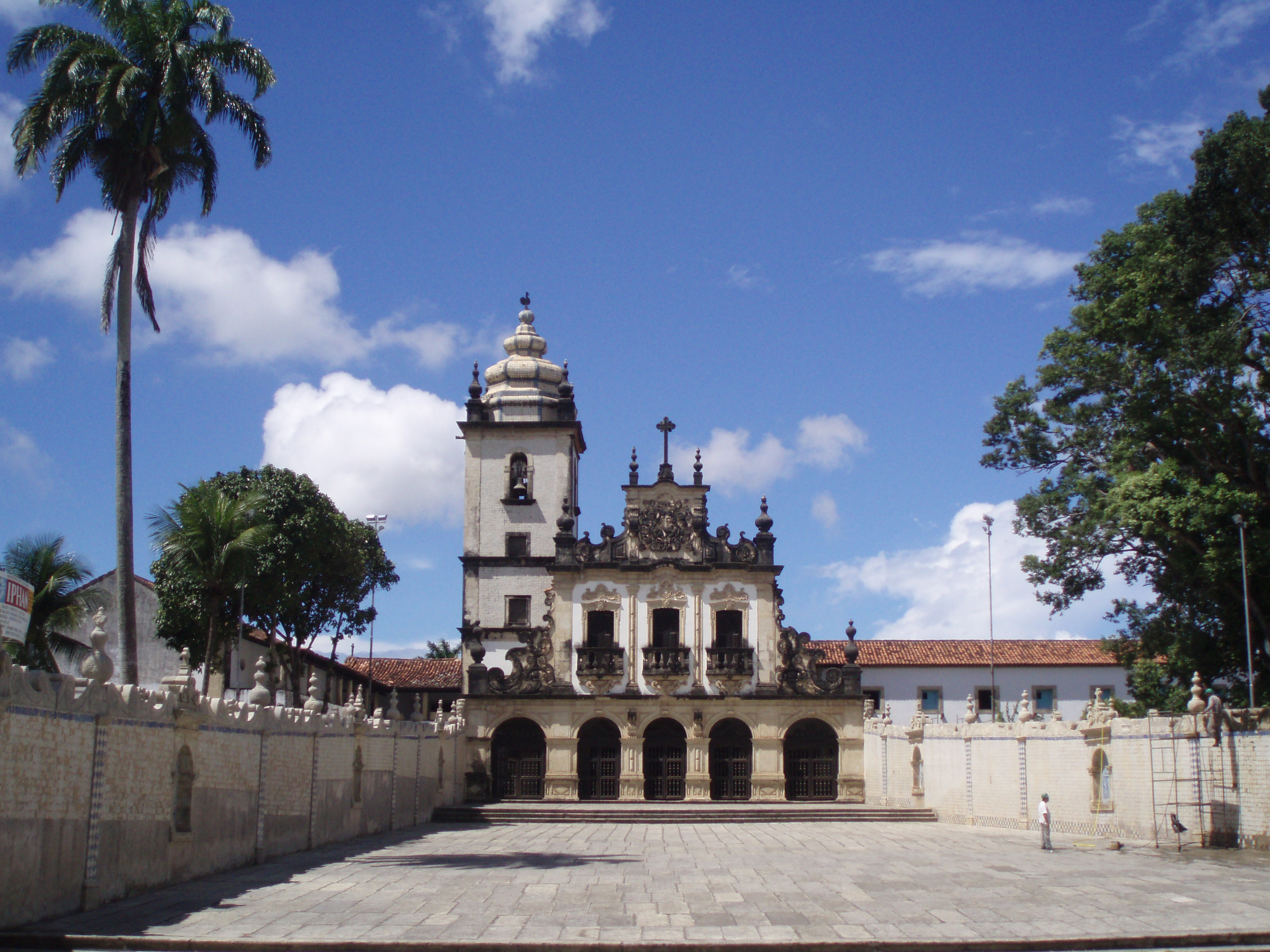
Convento de São Francisco, em João Pessoa, Paraíba.

| Religião                   | Praticantes |
| -------------------------- | ----------- |
| Católicos                  | 2.908.869   |
| Protestantes               | 322.843     |
| Espíritas                  | 12.804      |
| Religiões afro-brasileiras | 1.408       |
| Religiões orientais        | 357         |
| Outras religiões           | 20.970      |
| Sem religião               | 180.671     |
| Não determinado            | 2.510       |